# District historique de Castolon
Le district historique de Castolon – ou Castolon Historic District en anglais – est un district historique américain dans le comté de Brewster, au Texas. Protégé au sein du parc national de Big Bend, il est inscrit au Registre national des lieux historiques depuis le 6 septembre 1974. Il a pour propriétés contributrices la quasi-totalité des constructions de deux villes fantômes, Castolon et Old Castolon.